# SBC Communications
Die SBC Communications Inc. (Southwestern Bell Corporation) war der größte regionale Festnetz-Telekommunikationsanbieter in den USA. SBC hatte sich vor allem auf drahtlose Kommunikation und Internet-Zugänge spezialisiert und stand im Wettbewerb mit Unternehmen wie Verizon, Covad, BellSouth sowie Qwest.
1999 erzielte das Unternehmen einen Umsatz von 49,49 Milliarden US-Dollar.
Nach dem Kauf des ehemaligen Mutterunternehmens AT&T im November 2005 wurde AT&T als neuer Name der Gesamtgesellschaft übernommen.